# Together (Sister Sledge-album)
A Together az amerikai Sister Sledge 2. stúdióalbuma, mely 1977-ben jelent meg a Cotillion kiadónál. Az albumról három kislemez jelent meg, melyek mérsékelt sikerek voltak. Slágerlistára csupán a Blockbuster Boy című dal került, mely az amerikai lista 61. helyéig jutott. Az album slágerlistás helyezést nem ért el. Az albumra Stevie Wonder is írt dalokat.
A CD változat 2007-ben jelent meg.

## Az album dalai
| 1. | Blockbuster Boy                  | Michael Kunze, Sylvester Levay                            | 3:54 |
| 2. | Do The Funky Do                  | Don Freeman, Kathie Sledge                                | 4:31 |
| 3. | I Was Made To Love Her (Him)     | Henry Cosby, Lula Mae Hardaway, Stevie Wonder, Sylvia Moy | 3:02 |
| 4. | Hold On To This Feeling          | Joni Sledge                                               | 3:59 |
| 5. | As                               | Stevie Wonder                                             | 4:56 |
| 6. | Sneaking Sally Through The Alley | Allen R. Toussaint                                        | 3:33 |

| 1. | Funky Family                | Michael Kunze, Sylvester Levay | 4:59 |
| 2. | Baby It's The Rain          | Michael Kunze, Sylvester Levay | 3:31 |
| 3. | Can't Mess Around With Love | Kathie Sledge                  | 4:12 |
| 4. | My Favorite Song            | Michael Kunze, Sylvester Levay | 3:44 |
| 5. | Hands Full Of Nothing       | Michael Kunze, Sylvester Levay | 4:02 |
| 6. | Moondancer                  | Michael Kunze, Sylvester Levay | 4:18 |

## Külső hivatkozások
- Az album az Amazon.com oldalon[3]
- Sister Sledge diszkográfia[4]
- Az album a rateyourmusic.com oldalon[5]